# سمحاق (سحاب)

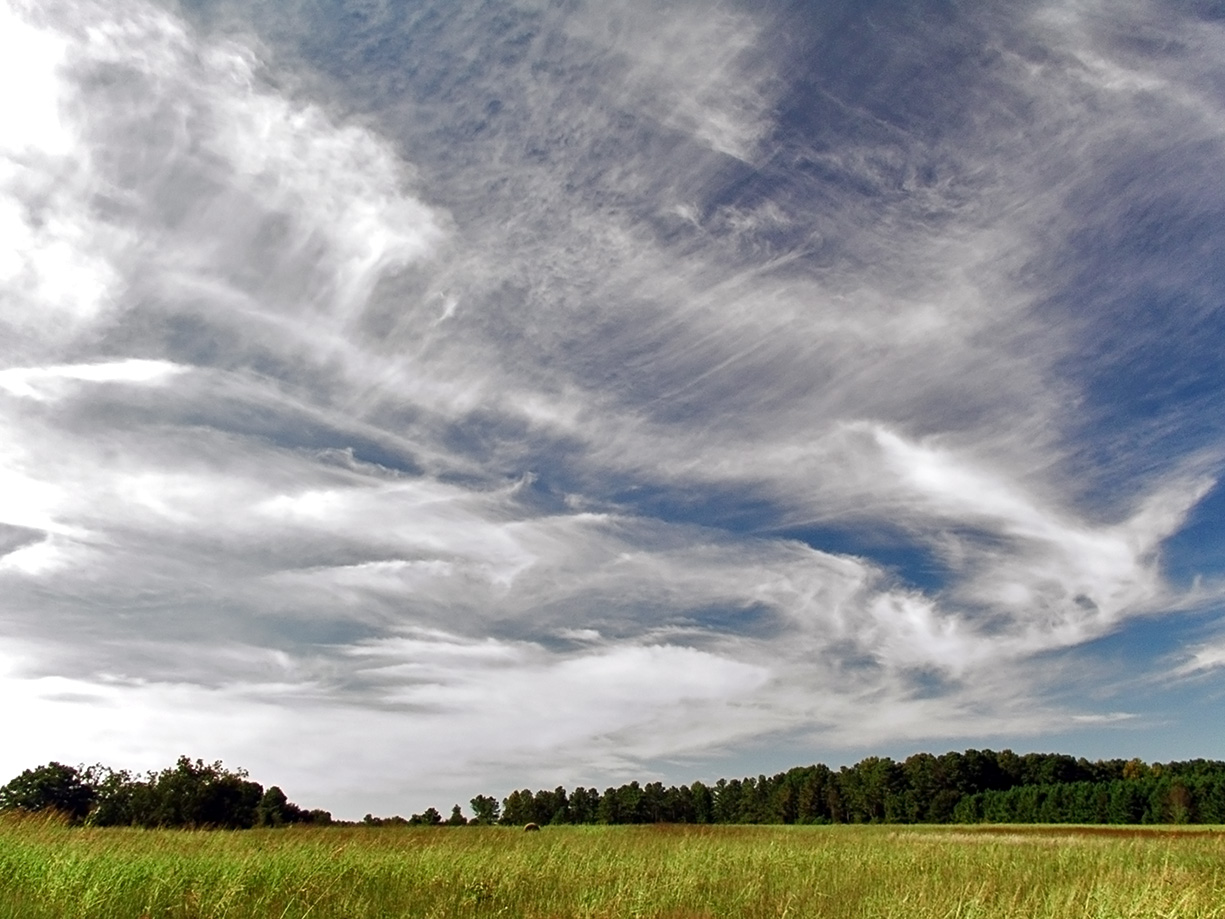
سماء مليئة بأنواع عديدة من سحب السحب

سحاب السمحاق أو الطُّخرور أو الطَّخَاف أو الطَّحَاف أو الطَّخاء هي نوع من أنواع السحب تتميز بأنها سحب جليدية على ارتفاعات عالية أي تتكون في طبقات الجو العليا وهي سحب رقيقة تشبه في شكلها الصوف، لونها ابيض ناصع في كل الفصول وهذا لارتفاعها عن سطح الأرض ومولوثاته.
يتكاثف بخار الماء فيها على شكل بلورات ثلجية.

## من اقسامها الرئيسية
سمحاق طبقي، سمحاق ركامي، ركام طبقي، مزن ركامي، مزن طبقي وغيرها.

## خصائص السحابة

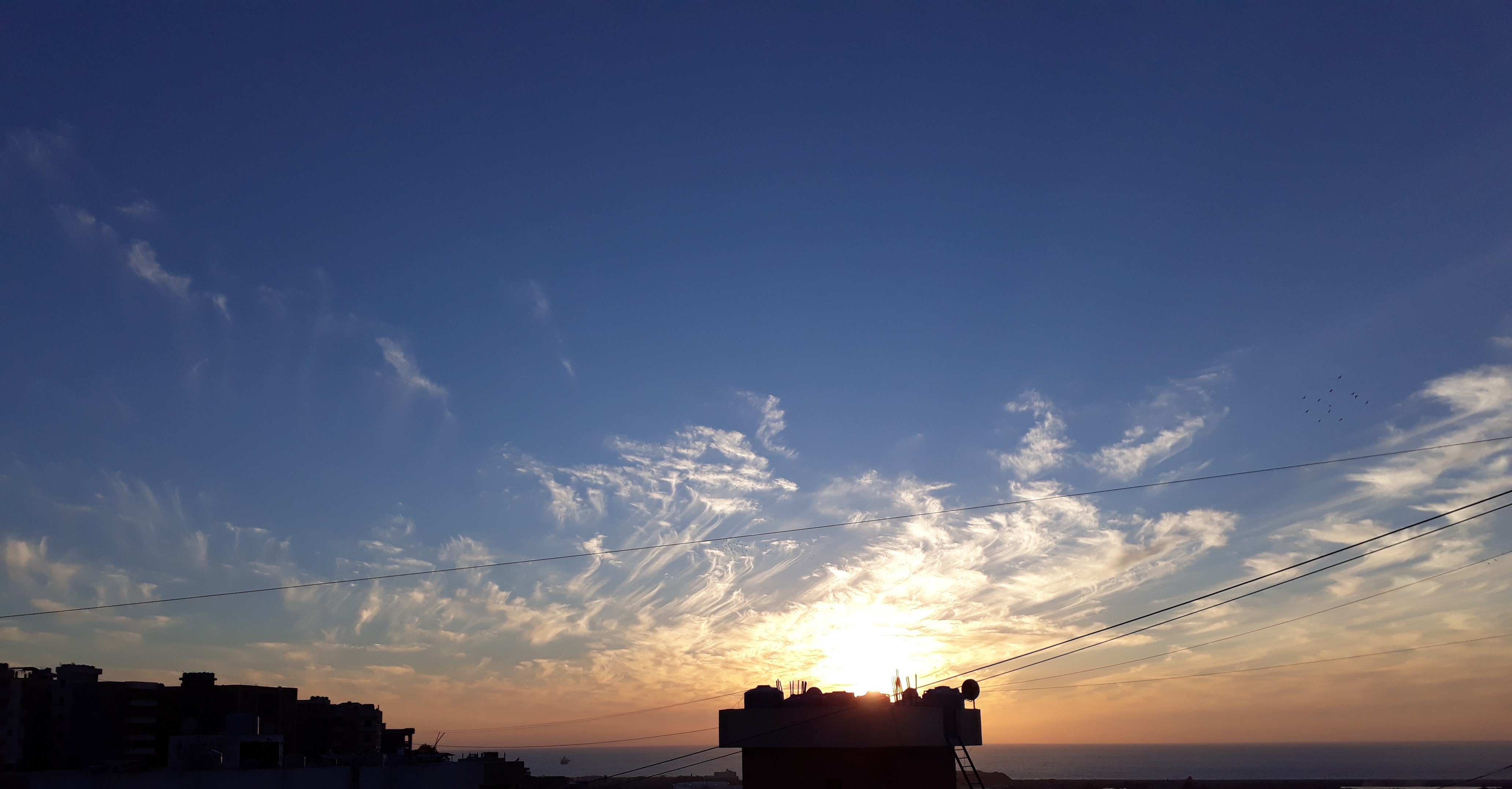
سمحاق (سحب تشكلت كلوحة فنية ناتجة عن ضربات ريشة عشوائية)

لقد درس العلماء خصائص السمق الرقيقة باستخدام عدة طرق مختلفة. يوفر Lidar (الرادار القائم على الليزر) معلومات دقيقة للغاية عن ارتفاع السحابة وطولها وعرضها. أجهزة قياس الرطوبة المحمولة بالبالونات [أ] تقيس رطوبة السحابة الرقيقة ولكنها ليست دقيقة بما يكفي لقياس عمق السحابة. تعطي وحدات الرادار معلومات عن ارتفاعات وسمك الغيوم الرقيقة. مصدر آخر للبيانات هو قياسات الأقمار الصناعية من برنامج تجربة الأيروسول والغاز في الستراتوسفير. تقيس هذه الأقمار الصناعية مكان امتصاص الأشعة تحت الحمراء في الغلاف الجوي، وإذا تم امتصاصها على ارتفاعات عالية، فمن المفترض أن هناك غيومًا رمادية في ذلك الموقع. يوفر مقياس الطيف التصويري متوسط الدقة التابع لوكالة ناسا معلومات عن غطاء السحابة الرقيقة عن طريق قياس الأشعة تحت الحمراء المنعكسة لمختلف الترددات المحددة خلال اليوم. أثناء الليل، يحدد الغطاء الرقيق عن طريق الكشف عن انبعاثات الأشعة تحت الحمراء للأرض. تعكس السحابة هذا الإشعاع مرة أخرى إلى الأرض، مما يمكّن الأقمار الصناعية من رؤية «الظل» الذي تلقيه في الفضاء. توفر الملاحظات المرئية من الطائرات أو الأرض معلومات إضافية حول السحب الرقيقة. يستخدم تحليل الجسيمات بواسطة مقياس الطيف الكتلي بالليزر (PALMS) [ب] لتحديد نوع بذور النواة التي ولدت بلورات الجليد في سحابة الرواسب.
يبلغ متوسط تركيز بلورات الثلج 300.000 بلورة ثلجية لكل 10 أمتار مكعبة (270.000 بلورة ثلجية لكل 10 ياردات مكعبة). يتراوح التركيز من 1 بلورة ثلجية لكل 10 أمتار مكعبة إلى 100 مليون بلورة ثلجية لكل 10 أمتار مكعبة (أقل بقليل من بلورة ثلجية لكل 10 ياردات مكعبة إلى 77 مليون بلورة ثلجية لكل 10 ياردات مكعبة)، بفارق قدره ثماني مرات من حيث الحجم. يبلغ حجم كل بلورة جليدية 0.25 ملم، لكنها تتراوح من 0.01 ملم إلى عدة مليمترات. يمكن أن تكون بلورات الجليد في الكونتريل أصغر بكثير من تلك الموجودة في السحابة الرقيقة التي تحدث بشكل طبيعي، حيث يبلغ طولها حوالي 0.001 ملم إلى 0.1 ملم.

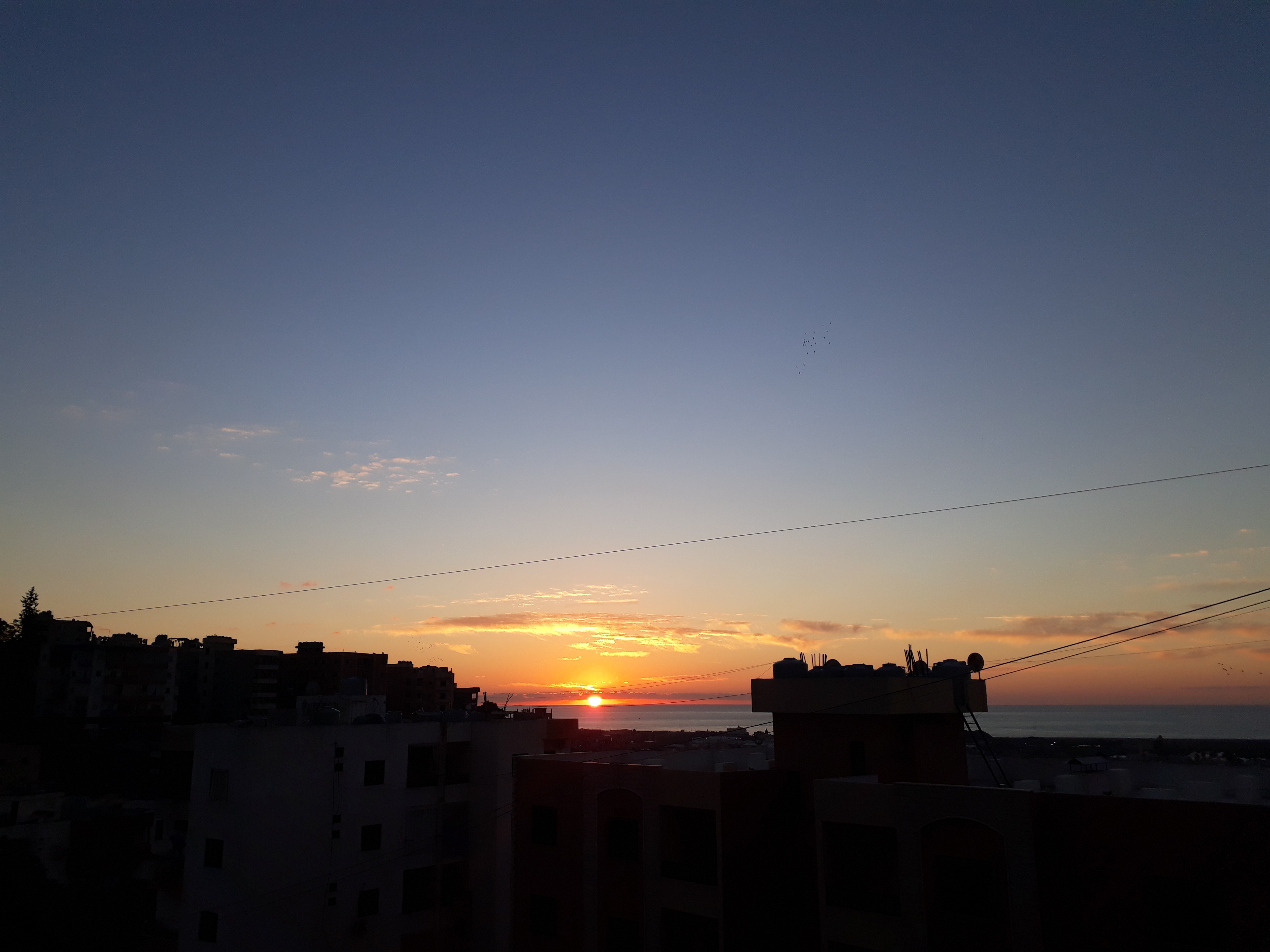
غروب الشمس من تحت طبقات السحب التي تشكلت كقوس يحيط بالشمس

بالإضافة إلى التشكيل بأحجام مختلفة، يمكن أن تتبلور بلورات الجليد في السحب الرقيقة بأشكال مختلفة: أعمدة صلبة، أعمدة مجوفة، ألواح، وريدات، وتكتلات من مختلف الأنواع الأخرى. يتم تحديد شكل بلورات الجليد من خلال درجة حرارة الهواء والضغط الجوي والتشبع الجليدي الفائق (المقدار الذي تتجاوز به الرطوبة النسبية 100٪). عادة ما يكون للخزان في المناطق المعتدلة أشكال بلورات الجليد المختلفة مفصولة بالنوع. تتركز الأعمدة والألواح بالقرب من قمة السحابة، بينما تتركز الوريدات والتكتلات بالقرب من القاعدة. في منطقة القطب الشمالي الشمالية، تميل السحب الرقيقة إلى أن تتكون فقط من أعمدة وصفائح وتكتلات، وتميل هذه البلورات إلى أن تكون أكبر بأربع مرات على الأقل من الحجم الأدنى. في القارة القطبية الجنوبية، تتكون الرقائق عادة من أعمدة أطول بكثير من المعتاد.
عادة ما تكون السحب الرقيقة أبرد من -20 درجة مئوية (-4 درجة فهرنهايت). عند درجات حرارة أعلى من -68 درجة مئوية (-90 درجة فهرنهايت)، فإن معظم السحب الرقيقة لديها رطوبة نسبية تقارب 100٪ (أي أنها مشبعة). يمكن أن يتشبع الرذاذ، مع رطوبة نسبية فوق الجليد يمكن أن تتجاوز 200٪. تحت -68 درجة مئوية (-90 درجة فهرنهايت) هناك المزيد من السحب الرقيقة تحت التشبع وغير المشبعة. ربما تكون الغيوم المفرطة التشبع عبارة عن سمكة صغيرة.